# Erihippus
Erihippus ist eine Gattung aus der Familie der Pferde. Fossilfunde stammen aus dem östlichen Asien und setzen sich momentan aus einigen wenigen Kieferresten zusammen. Diese datieren in den Übergang vom Paläozän zum Eozän vor rund 56 Millionen Jahren. Damit gehört Erihippus neben einigen nordamerikanischen Formen wie Sifrhippus zu den frühesten Nachweisen der gesamten Gruppe, außerdem stellt sie den bisher ältesten Beleg in Eurasien dar. Unterschiede zwischen den beiden Gattungen finden sich hauptsächlich in einzelnen Zahnmerkmalen. Das Fundmaterial von Erihippus wurde zuerst einem anderen frühen Angehörigen der Unpaarhufer zugewiesen. Im Jahr 2018 erfolgte eine Neubewertung der Fossilreste und damit verbunden der Verweis zu den frühen Pferden.

## Merkmale

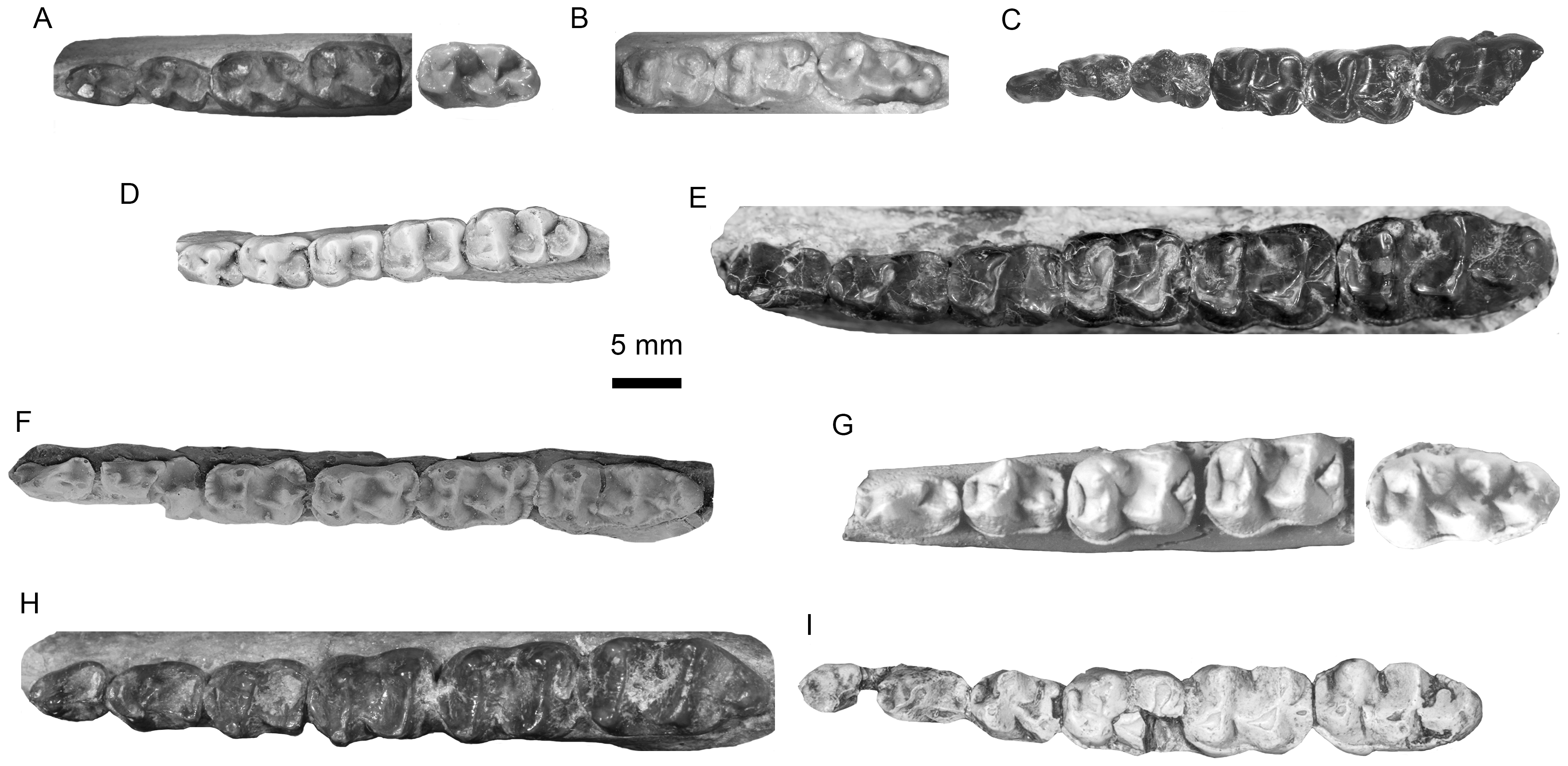
Unterkieferbezahnung verschiedener Vertreter der früher Unpaarhufer (A – Cymbalophus, B – Erihippus, C – Meridiolophus, D – Gandheralophus, E – Homogalax, F – Karagalax, G – Chowliia, H – Heptodon, I – Cardiolophus)

Die Gattung Erihippus basiert auf einigen wenigen Gebissresten. Es handelt sich um einen sehr urtümlichen Vertreter der Pferde, genauer beschrieben sind bisher aber nur die Zähne. Von diesem sind neben einem Milchprämolaren hauptsächlich die dauerhaften Molaren bekannt. Diese wiesen wie bei anderen frühen Pferdevertretern deutlich niedrige (brachyodonte) Zahnkronen und ein Kauflächenmuster bestehend aus charakteristischen Höckern auf, letzteres wird als bunodont bezeichnet. Zwischen den Höckern der Zahnwangen- und Zahnzungenseite waren einzelne Leisten ausgebildet, die den Zähnen wiederum eine gewisse Lophodontie verliehen. Die jeweils vorderen Molaren besaßen je vier Haupthöcker (Para- und Metaconus auf der Zahnwangenseite sowie Hypoconus und Protoconus auf der Zahnzungenseite; bezogen auf die oberen Molaren). Auf der Wangenseite der oberen Molaren stand der Metaconus in Bezug auf den Paraconus deutlich nach innen versetzt. Beide Höcker waren übereinstimmend mit Sifrhippus, aber abweichend von Orientolophus, deutlich getrennt. Auf der Zungenseite erhob sich der Hypoconus im Vergleich zum gegenüberliegenden Metaconus nach hinten versetzt, während sich der Protoconus in einer Linie zum Paraconus befand. Innerhalb der Querleisten waren noch einzelne kleine Höcker ausgebildet, bei einigen frühen Tapiromorpha wie etwa Orientolophus zeigten sich diese dagegen teilweise reduziert. Im Unterschied zu Sifrhippus fehlte bei Erihippus ein zungenseitiges Cingulum, ein niedriger Zahnschmelzwulst. Auf den anderen Zahnseiten kamen die Cingula aber vor. Die Höcker der unteren Molaren waren deutlich konisch geformt. Das Protoconid und das Metaconid standen eng beieinander, letzteres war leicht nach hinten verschoben. Ähnlich verhielt es sich mit dem Hypoconid und dem Entoconid. Anders als bei einigen anderen frühen Unpaarhufern war das Metaconid nicht gedoppelt. Cingulids bestanden hier nur auf der Zahnvorder- und der Zahnhinterseite. Der dritte untere Molar verfügte über sechs Höcker, das Hypoconulid war hier relativ groß ausgebildet. Der zweite obere Molar besaß eine Länge von 6,9 mm und eine Breite von 7,6 mm. Die entsprechenden Maße des zweiten unteren Molars beliefen sich auf 7,5 mm und 5 mm.

## Fossilfunde
Bisher sind nur wenige Funde von Erihippus bekannt, bei diesen handelt es sich um ein Ober- und ein Unterkieferfragment. Beide Exemplare werden aufgrund ähnlicher Verwitterungs- und Abnutzungsspuren als zu einem Individuum gehörig aufgefasst. Diese wurden in der Mitte der 1980er Jahre aus der Lingcha-Formation südlich von Lingcha im Hengyang-Becken in der südchinesischen Provinz Hunan geborgen. Das Hengyang-Becken bedeckt eine Fläche von rund 5200 km² und ist für seinen paläogenen Fossilreichtum bekannt. Die ersten Fossilreste wurden bereits Mitte der 1940er Jahre veröffentlicht und galten damals als die ältesten Überreste von Säugetieren des südlichen Chinas. Das hauptsächliche Fundgebiet der Fossilien umfasst die sogenannten Red beds (auch Hengyang Red beds oder Hengyang sandstones genannt). Sie sind großflächig im Hengyang-Becken verbreitet. Es lassen sich innerhalb der Red beds zwei stratigraphisch voneinander getrennte Faunenhorizonte unterscheiden: der untere enthält neben zahlreichen Reptilien auch Funde der Pantodonta, einem urtümlichen Zweig der Höheren Säugetiere, und gehört aus geologischer Sicht der Limuping-Formation an. Der obere wird der Lingcha-Formation zugeordnet, er schließt zahlreiche Säugetiergruppen ein, unter anderem Insektenfresser, Nagetiere, Primaten, Raubtiere, Huftiere und verschiedene ausgestorbene Linien wie die Leptictida oder Cimolesta ein. Mit Hilfe von Isotopenuntersuchungen und Analysen zur Magnetostratigraphie wurde der obere Fundhorizont in den Übergangsbereich vom Paläozän zum Eozän vor rund 56 Millionen Jahren datiert (lokalstratigraphisch Bumnabium). Der untere gehört dagegen dem ausgehenden Paläozän an (lokalstratigraphisch Gashatum).

## Systematik
Erihippus ist eine Gattung aus der Familie der Pferde (Equidae), welche auch die heutigen modernen einhufigen Pferde einschließt. Neben einigen nordamerikanischen Vertretern gehört Erihippus mit zu den ursprünglichsten Formen der Gruppe. Diese tauchte relativ unvermittelt im Übergang vom Paläozän zum Eozän auf. Allerdings ist die Systematik vor allem der frühesten Mitglieder der Pferde  noch stark in Diskussion, da es hier teilweise zu Überschneidungen mit den Palaeotheriidae kommt, denen unter anderen die Gattungen Palaeotherium und Hyracotherium angehören. Beide Gruppen stehen in einem Schwestergruppenverhältnis zueinander und bilden gemeinsam die Überfamilie der Equoidea und die Zwischenordnung der Hippomorpha, die innerhalb der Unpaarhufer-Systematik wiederum den Ceratomorpha mit den heutigen Tapiren und Nashörnern gegenüberstehen. Innerhalb der Pferde zeigt Erihippus eine enge Beziehung zum nordamerikanischen Sifrhippus, das ähnlich früh in Erscheinung trat. Der Verweis von Erihippus zu den Pferden verschiebt das früheste Auftreten der gesamten Gruppe in Eurasien bis in den Übergangszeitraum vom Paläozän zum Eozän.
Die wissenschaftliche Erstbeschreibung von Erihippus wurde im Jahr 2018 durch eine Forschergruppe um Bai Bin vorgelegt. Als Grundlage hierfür dienten die Kieferfragmente aus der Lingcha-Formation in der südchinesischen Provinz Hunan. Unter diesen stellt ein Unterkiefer mit den erhaltenen drei Molaren den Holotypus dar (Exemplarnummer IVPP V-5789.1). Der Name Erihippus ist griechischen Ursprungs, ihm liegen die Wörter eρυ (eri) für „alt“ und ἵππος (hippos) für „Pferd“ zugrunde, letzteres ist ein häufig gebrauchter Namenszusatz bei Pferdegattungen. Bai und Kollegen führten mit E. tingae eine Art ein, die sie zu Ehren von Ting Suyin benannten. Ting hatte das Fossilmaterial von Erihippus bereits im Jahr 1993 in einem kurzen Aufsatz vorgestellt, dieses aber zu der damals von ihr neu geschaffenen Gattung Orientolophus gestellt. Orientolophus ist ein urtümlicher Vertreter der Unpaarhufer, dessen systematische Stellung teilweise in Diskussion ist, möglicherweise steht die Form aber den heutigen Tapiren und Nashörnern näher als den Pferden. Die Forschergruppe um Bai erkannte dann im Jahr 2018 an einigen Funden des bis dahin zu Orientolophus gestellten Fossilametrials Abweichungen in der Zahnstruktur. Daher gliederten sie diese aus der Gattung aus und beschrieben sie unter der wissenschaftlichen Bezeichnung Erihippus neu.